# Nedelica
Nedelica (węg. Zorkóháza) – wieś w Słowenii, w gminie Turnišče. 1 stycznia 2018 liczyła 554 mieszkańców.